# パリジョナ大作戦
「パリジョナ大作戦」（パリジョナだいさくせん）は、マロン公しゃく&のはらしんのすけ（矢島晶子）のシングル。

## 概要
表題曲であるパリジョナ大作戦は、テレビアニメ『クレヨンしんちゃん』にて1994年9月5日 - 1995年9月25日の期間に放送された5代目エンディングテーマ。CD版はアニメ版とは多少違う部分がある。（内容は後述）
マロン公しゃくがこのほかに歌った歌は『主題歌メドレー（ぼくドラえもん2112～パカッポでGO!～ポケットの中に～パリジョナ大作戦～ワンパク三人組～しんちゃん音頭）』のみである。これは、『クレヨンしんちゃん』と『ドラえもん』の合同スペシャルで流された。
なお、タイトルのパリジョナ（Party Join Us）（英語）は「パーティー、僕らに加わりなよ」という意味である。

## 収録曲
1. パリジョナ大作戦〜ヤーマンでレッツ・ゴー!〜（おりじなる・ばぁじょん）
作詞：マロン公しゃく 作曲・編曲：木村貴志
アニメでオンエアされたものはしんのすけの声が入っておらず、マロン公しゃくのソロになっている。
2. Jumpin‘Kids（えいご・ばぁじょん）
作詞：US-TOM 作曲・編曲：KIM-RAVEMAN（木村貴志）唄：れいぶまん（RAVEMAN）
RAVEMANのアルバム「PUMPIN'」の12曲目にも収録されている。
3. パリジョナ大作戦〜ヤーマンでレッツ・ゴー〜（おりじなる・からおけ）